# Filippa di Dammartin
Filippa di Dammartin, in inglese: Philippe of Dammartin (... – 1280 circa), fu contessa consorte di Gheldria e di Zutphen, dal 1252 circa, al 1271.

## Origine
Filippa, secondo la Chronica Albrici Monachi Trium Fontium, era figlia di Simone di Dammartin, conte d'Aumale e della moglie, Maria di Ponthieu, contessa del Ponthieu e di Montreuil, che, secondo il Roderici Toletani Archiepiscopi De Rebus Hispaniæ, Maria era l'unica figlia del conte di Ponthieu, Guglielmo II e della moglie, Adele di Francia, contessa di Vexin, che era figlia del re di Francia, Luigi VII e della sua seconda moglie, Costanza di Castiglia, e sorellastra del re di Francia, Filippo II Augusto, come conferma anche la Chronica Albrici Monachi Trium Fontium.
Secondo il documento n° CCXVII delle Chartes de l'Abbaye de Jumièges (v. 825 à 1204), tomus II, Simone di Dammartin era figlio del conte di Dammartin e signore di Lillebonne, Alberico II di Dammartin e della moglie, Matilde di Clermont, che era figlia di Rinaldo di Clermont (?-1162) e della seconda moglie Clemenza di Bar.
Alberico II di Dammartin era figlio di Alberico I di Dammartin (Aubri II o Alberic II de Mello), nato all'inizio e morto nella seconda metà del XII secolo, conte di Dammartin e signore di Lillebonne, ciambellano del regno di Francia dal 1122 al 1129 era figlio di Alberico I di Mello e di Adela; mentre di sua madre non si conosce né il nome né gli ascendenti.

## Biografia
Suo padre, Simone, secondo la Chronica Albrici Monachi Trium Fontium, morì nel 1239, come conferma anche il documento CXXXIII del Cartulaire du comté de Ponthieu, inerente alla donazione che Maria fece alla chiesa della Vergine di Ourscamp nell'ottobre di quello stesso anno.
Sua madre, Maria, si era risposò, in seconde nozze, fra il settembre 1240 e il dicembre 1241, col figlio di Matteo II, signore di Montmorency, Matteo di Montmorency, come risulta dal documento n° CXLIII del Cartulaire du comté de Ponthieu e da alcuni documenti datati dal 1246 al 1249 delle Preuves della Histoire généalogique de la maison de Montmorency et de Laval.
In quello stesso anno (1240), Filippa aveva sposato Rodolfo di Lusignano, conte d'Eu.
Rimasta vedova, nel 1246, in quello stesso anno, Filippa si risposò, in seconde nozze, con Rodolfo II, signore di Coucy, come ci viene confermato dalla Chronica Albrici Monachi Trium Fontium; un estratto delle Preuves de l'Histoire généalogique des maisons de Guines, d'Ardres, de Gand, et de Coucy, ci informa che era figlio di Enguerrand III di Coucy e che morì, a Mansura, nel 1250, durante la settima crociata; il documento n° CLVIII, datato 1251, del Cartulaire du comté de Ponthieu ci conferma che Filippa era già vedova (Philippa quondam comitissa Augi et domina Couciaci).
Anche sua madre, Maria, rimase vedova una seconda volta, a causa della battaglia di Mansura poiché, il marito, Matteo, morì l'8 febbraio 1250, assieme a Roberto I d'Artois, fratello del re di Francia, Luigi IX il Santo, mentre combatteva nella Settima crociata condotta dallo stesso Luigi IX.
Sua madre, Maria, morì alcuni mesi dopo il 21 settembre 1250 e, secondo il Roderici Toletani Archiepiscopi De Rebus Hispaniæ, nella contea di Ponthieu, le succedette la figlia primogenita, Giovanna, sorella di Filippa.
Nel 1253, Filippa, secondo il Kronijk van Arent toe Bocop, si sposò, in terze nozze, col conte di Gheldria e di Zutphen, Ottone II, che, ancora secondo il Kronijk van Arent toe Bocop, era il figlio maschio primogenito del conte di Gheldria e conte di Zutphen, Gerardo III e della moglie, Margherita di Brabante, che, secondo la Genealogia Ducum Brabantiæ Heredum Franciæ, era figlia del Duca della Bassa Lorena (Lotaringia), duca di Lovanio e duca di Brabante, Enrico I e della moglie, Matilde di Lorena, figlia del Conte consorte di Boulogne, Matteo di Lorena e della Contessa di Boulogne, Maria, come ci viene confermato sia dalla Flandria Generosa (Continuatio Bruxellensis), che dal Gisleberti Chronicon Hanoniense.
Secondo il Kronijk van Arent toe Bocop, suo marito, Ottone morì il 9 gennaio 1271 e fu inumato nell'abbazia di Graefenthal, Kleve (Renania Settentrionale-Vestfalia).
Gli succedette il figlio maschio, Reginaldo, come Reginaldo I.
Filippa compare citata ancora in un documento, datato 1277, del Le cartulaire du comté de Ponthieu, Mémoires de la société d'émulation d'Abbeville, Tome II (non consuitato); non si conosce la data esatta della sua morte.

## Figli
Al suo primo marito, Rodolfo di Lusignano, Filippa non diede figli.
Al suo secondo marito, Rodolfo II, signore di Coucy, Filippa non diede figli.
Al suo terzo marito, Ottone II, Filippa diede tre figli:
- Reginaldo (1255 † 1326), Conte di Gheldria e di Zutphen, e Duca di Limburgo[19];
- Filippa († 1294), che sposò Walerano II di Valkenbourg (1253 † 1302), come ci conferma il documento n° 674 del Urkundenbuch für die Geschichte des Niederrheins, Volume 2[22];
- Margherita († 1282/1287), che sposò Teodorico VII di Meißen (1256 † 1305), conte di Kleve, come ci conferma il documento n° 487 del Urkundenbuch für die Geschichte des Niederrheins, Volume 2[23].

### Letteratura storiografica
- (LA)  (FR)  Histoire généalogique des maisons de Guines, d'Ardres, de Gand, et de Coucy.